# World Series 1984
Le World Series 1984 sono state la 81ª edizione della serie di finale della Major League Baseball al meglio delle sette partite tra i campioni della National League (NL) 1984, i San Diego Padres, e quelli della American League (AL), i Detroit Tigers. A vincere il loro quarto titolo furono i Tigers per quattro gare a una.
Dopo avere vinto due titoli con i Cincinnati Reds nel 1975–76, il manager dei Tigers Sparky Anderson conquistò le sue terze World Series alla quinta stagione completa con il club. MVP delle World Series fu l'interbase dei Tigers Alan Trammell che batté con 9 su 20, compresi due fuoricampo da cui vennero tutti i punti di Detroit in gara 4.

## Sommario
Detroit ha vinto la serie, 4-1.
| Gara | Data       | Risultato                                | Stadio              | Tempo | Pubblico |
| ---- | ---------- | ---------------------------------------- | ------------------- | ----- | -------- |
| 1    | 9 ottobre  | Detroit Tigers – 3, San Diego Padres – 2 | Jack Murphy Stadium | 3:18  | 57.908   |
| 2    | 10 ottobre | Detroit Tigers – 3, San Diego Padres – 5 | Jack Murphy Stadium | 2:44  | 57.911   |
| 3    | 12 ottobre | San Diego Padres – 2, Detroit Tigers – 5 | Tiger Stadium       | 3:11  | 51.970   |
| 4    | 13 ottobre | San Diego Padres – 2, Detroit Tigers – 4 | Tiger Stadium       | 2:20  | 52.130   |
| 5    | 14 ottobre | San Diego Padres – 4, Detroit Tigers – 8 | Tiger Stadium       | 2:55  | 51.901   |

## Hall of Famer coinvolti
- Umpires: Doug Harvey
- Tigers: Sparky Anderson (man.), Jack Morris, Alan Trammell
- Padres: Dick Williams (man.), Goose Gossage, Tony Gwynn